# 4220 Flood
4220 Flood è un asteroide della fascia principale. Scoperto nel 1988, presenta un'orbita caratterizzata da un semiasse maggiore pari a 2,8010146 au e da un'eccentricità di 0,1948666, inclinata di 7,00050° rispetto all'eclittica.
L'asteroide è dedicato all'astronomo amatoriale scozzese Thomas Flood.